# Список правителей Сефевидского государства
Государство Сефевидов было основано в 1501 году шахом Исмаилом I из династии Сефевидов. В 1722 году, фактически, власть в стране перешла к Надир-шаху из династии Афшаридов. Формально Сефевиды правили до 1736 года.

## Правители (шаханшахи) Сефевидского государства

Хронология правления Сефевидских монархов

| Шах                | Портрет     | Герб | Наследник                       | Титул          | Инициация власти                                 | Прекращение власти | Коронация                                                         | И.     |
| ------------------ | ----------- | ---- | ------------------------------- | -------------- | ------------------------------------------------ | --- | ----------------------------------------------------------------- | ------ |
| Исмаил I           | (1501—1524) |      | Тахмасп I                       | Шахиншах Ирана | 1494 (1494—1524 — Глава ордена Сефевидов)        | 23 май 1524 | 22 декабрь 1501                                                   | [ 5 ]  |
| Тахмасп I          | (1524—1576) |      | Исмаил II                       | Шахиншах Ирана | 23 май 1524                                      | 25 май 1576 | 23 май 1524                                                       | [ 6 ]  |
| Исмаил II          | (1576—1577) |      | Мухаммад Худабенде              | Шахиншах Ирана | май 1576                                         | ноябрь 1577 | 22 август 1576                                                    | [ 9 ]  |
| Мухаммад Худабенде | (1578—1587) |      | Аббас I Великий                 | Шахиншах Ирана | ноябрь 1577                                      | октябрь 1587 | 11 февраль 1578                                                   | [ 6 ]  |
| Аббас I Великий    | (1587—1629) |      | I Səfi                          | Шахиншах Ирана | октябрь 1587                                     | 19 январь 1629 | 16 октябрь 1587                                                   | [ 14 ] |
| I Səfi             | (1629—1642) |      | Аббас II                        | Шахиншах Ирана | 19 январь 1629                                   | 12 май 1642 | 29 январь 1629                                                    |        |
| Аббас II           | (1642—1666) |      | Солейман Сефи                   | Шахиншах Ирана | 12 май 1642                                      | 26 октябрь 1666 | 15 май 1642                                                       | [ 16 ] |
| Солейман Сефи      | (1666—1694) |      | Солтан Хусейн                   | Шахиншах Ирана | 26 октябрь 1666                                  | 29 июль 1694 | Первая коронация: 1 ноября 1666 г. Вторая коронация: март 1668 г. | [ 19 ] |
| Солтан Хусейн      | (1694—1722) |      | Тахмасп II                      | Шахиншах Ирана | 6 август 1694                                    | 21 октябрь 1722 | 7 август 1694                                                     | [ 22 ] |
| Тахмасп II         | (1722—1732) |      | Аббас III                       | Шахиншах Ирана | 1722 (Исфахан в осаде и провозгласил себя шахом) | сентябрь 1732 | 1729 (Исфахан был отбит у афганцев и он смог взойти на трон.      |        |
| Аббас III          | (1722—1736) |      | Правление династии закончилось. | Шахиншах Ирана | 7 сентябрь 1732                                  | 8 март 1736 (Правление династии закончилось Надир-ханом. В этот день он объявил себя шахом, и династия Сефевидов была заменена династией Афшаров.) | 7 сентябрь 1732                                                   | [ 29 ] |

## Более поздние представители династии
После свержения Тахмасиба II Надир-ханом в 1732 году правление династии Сефевидов практически прекратилось. Но династия Сефевидов, остававшаяся у власти хотя бы юридически до 1736 г., была полностью отстранена от власти в 1736 г., и Надир-хан провозгласил себя царем. Однако после его смерти в 1747 году внутренние войны в империи усилились и шахи из династии Афшаров стали сменять друг друга.
В октябре 1748 года к власти пришел Шахрух, молодой внук Надир-шаха. Два месяца спустя племянник Надира Ибрагим объявил себя шахом. Но после поражения он был вынужден бежать. Сейед Мохаммад, находившийся в городе, не позволил Ибрагиму, пытавшемуся проникнуть в город Мешхед, войти в город. Сайид Мухаммад имел сефевидское происхождение только по материнской линии, а его мать была дочерью сефевидского царя Сулеймана I.  Таким образом, он взошел на трон с помощью своих сторонников и провозгласил себя шахом как Сулейман II. Другой представитель афшаров, Шахрукх, был ослеплен. Однако через два месяца Сулейман II был свергнут, и ему на смену пришел Шахрукх.
Еще одним человеком, провозглашенным шахом в этот период, был Абутураб Мирза. Как и Сулейман II, он был из династии Сефевидов по материнской линии, а его мать, Марьям Бейим, была дочерью султана Хусейна. Карим-хан Занд и Алимардан-хан Бахтиари, которые были феодальными судьями, напали на Исфахан и захватили его. На основании решения было объявлено, что власть династии Сефевидов восстановлена, и Абутураб Мирза взошел на престол под именем Исмаила III. Но только звали его Шах, а фактическая власть была сосредоточена в руках Карим-хана и Алимардан-хана. Правление Абутураба Мирзы продолжалось до 1773 года.
Другой марионеточный правитель из династии Сефевидов — Мухаммад II. Человеком, который управлял государством от его имени, был Ага Мухаммад Хан Каджар.
| Шах             | Portret | Герб | Наследник  | Титул          | Инициация власти | Прекращение власти | Коронация       | И.     |
| --------------- | ------- | ---- | ---------- | -------------- | ---------------- | ------------------ | --------------- | ------ |
| Шах Сулейман II |         |      | Исмаил III | Шахиншах Ирана | 17 декабрь 1749  | 14 январь 1750     | 17 декабрь 1749 |        |
| Исмаил III      |         |      | Исмаил III | Шахиншах Ирана | 1750             | 1773               | 29 июнь 1750    | [ 36 ] |
| Мухаммед II     |         |      |            | Шахиншах Ирана | 1773             | 1796               | 1773            |        |